# قباد (پسر جاماسپ)
قباد یک شاهزاده ساسانی، پسر جاماسپ و نوهٔ شاهنشاه قباد یکم (حک. ۴۸۸–۴۹۶, ۴۹۸–۵۳۱) بود. در سال ۵۳۲ میلادی در دوران کودکی قباد، توطئه‌ای برای سرنگونی عموی او شاهنشاه خسرو انوشیروان (حک. ۵۳۲–۵۷۹)، گماشتن قباد به عنوان شاهنشاه و حکومت پدرش جاماسپ به عنوان نایب‌السلطنه انجام شد. این توطئه کشف و همه افراد درگیر در آن همراه با رقبای احتمالی پادشاه، به جز قباد و سرپرست او به نام آذرگندبد، کشته شدند.
وقتی قباد بزرگ شد، مقداری پول دریافت کرد و به مکانی امن فرستاده شد. با این حال، در سال ۵۴۱ این نقشه کشف و آذرگندبد نیز کشته شد. به گفتهٔ پروکوپیوس قیصریه‌ای با این وجود قباد، یا کسی که ادعا داشت قباد است، به قسطنطنیه، در امپراتوری بیزانس وارد شد و امپراتور ژوستینین (حک. ۵۲۷–۵۶۵) او را با احترام پذیرفت. قباد در سال ۵۵۲ در جنگ گوت‌ها نارسس را همراهی کرد و فرماندهی نیرویی از فراریان ایرانی را بر عهده داشت.